# Поляна (Костромская область)
Поляна — деревня в Ореховском сельском поселении Галичского района Костромской области России. 

## География
Деревня расположено на берегу ручья Котелок.

## История
Согласно Спискам населенных мест Российской империи в 1872 году деревня Поляны относилась к 1 стану Галичского уезда Костромской губернии. В ней числилось 7 дворов, проживало 24 мужчины и 23 женщины.
Согласно переписи населения 1897 года в деревне Поляны проживало 77 человек (38 мужчин и 39 женщин).
Согласно Списку населенных мест Костромской губернии в 1907 году деревня Поляны относилась к Котельской волости Галичского уезда Костромской губернии. По сведениям волостного правления за 1907 год в ней числилось 17 крестьянских дворов и 92 жителя. Основными занятиями жителей деревни, помимо земледелия, были извоз и сельскохозяйственные работы.
До муниципальной реформы 2010 года деревня также входила в состав Ореховского сельского поселения.